# Mozilla Firefox
Mozilla Firefox este un navigator web gratuit dezvoltat de Mozilla Foundation. Firefox este al doilea navigator ca număr de utilizatori, după Google Chrome de la Google, fiind folosit de aproximativ 28.9 % (în luna iunie 2013) din toți utilizatorii Internetului de pe glob.
Firefox are numeroase facilități, cum ar fi navigarea cu file, un sistem împotriva phishing-ului și al spyware-ului, o facilitate de gestionare a descărcărilor ș.a.
Este foarte configurabil – i se pot adăuga multe extensii făcute de dezvoltatori independenți; gama de extensii este deja foarte largă, fiind disponibile peste 8.000 de extensii de cele mai diverse facturi. Printre cele mai populare extensii se numără NoScript (oprește rularea scripturilor dăunătoare), FoxyTunes (controlează media player-ele), StumbleUpon (descoperire de situri) și DownThemAll! (facilități pentru descărcarea de fișiere).
Conform datelor din luna iulie a anului 2013, Firefox avea între 16 și 21 % utilizatori la nivel mondial, fiind al treilea cel mai popular browser. Statisticile Mozilla arată că Firefox este folosit de peste 450 de milioane de persoane. Browserul se bucură de succes în Indonezia, Germania și Polonia, unde este cel mai utilizat browser, având o cotă de piață de 57 %, 45 %, respectiv 44 %.

## Istorie
Proiectul, început în 2002, își propunea să dezvolte un navigator web open source rapid, ușor de utilizat și foarte extensibil (separat de mai voluminoasa suită Mozilla). Firefox a devenit pachetul asupra căruia se concentrează momentan eforturile de dezvoltare a Mozilla, acesta fiind astăzi navigatorul oficial al Fundației Mozilla și parte a suitei de aplicații Mozilla (alături de clientul de e-mail Thunderbird). Prima versiune stabilă (1.0.0) a fost lansată în noiembrie 2004. Versiunea în română a Firefox 2 a fost finalizată, iar versiunea 3 este disponibilă din iunie 2008. Versiunea stabilă de acum a ajuns la 22. Cu peste 500.000.000 de descărcări, Mozilla Firefox a devenit una din cele mai populare aplicații open source.
Inițial, Dave Hyatt și Blake Ross au început lucrul la proiectul Firefox ca o ramură experimentală a proiectului Mozilla. Ei credeau că necesitățile comerciale ale sponsorizării de la Netscape și facilitățile care erau „dictate” de dezvoltator compromiteau utilitatea navigatorului web Mozilla. Ca răspuns al creșterii în dimensiune a Mozilla Suite, ei au creat un navigator menit să înlocuiască partea respectivă din suită (Mozilla Thunderbird fiind clientul complementar de e-mail). Pe 3 aprilie 2003, Organizația Mozilla a anunțat că planifică să se axeze mai mult pe Firefox și pe Thunderbird decât pe Mozilla Application Suite.
Proiectul Firefox a suferit numeroase schimbări de nume. Numit inițial Phoenix, a fost redenumit din cauza mărcii înregistrate deținute de Phoenix Technologies. Numele nou, Firebird a provocat un răspuns puternic din partea proiectului Firebird. Fundația Mozilla a răspuns că navigatorul ar putea purta numele Mozilla Firebird pentru a evita confuzia cu proiectul bazelor de date Firebird. Presiunea continuă din partea comunității a determinat o nouă schimbare a numelui – pe 9 februarie 2004, Mozilla Firebird a devenit Mozilla Firefox, făcându-se des referire la el sub numele prescurtat Firefox. Mozilla face referință la Firefox abreviindu-i numele Fx sau fx, chiar dacă este deseori abreviat ca FF sau chiar FX pentru că unii cred că se referă la FireFox în loc de Firefox.
Proiectul a trecut prin multe versiuni înainte de versiunea 1.0, lansată pe 9 noiembrie 2004. Pe lângă corectarea problemelor de stabilitate și securitate, Fundația Mozilla a lansat prima actualizare majoră a Firefox, versiunea 1.5 pe 25 noiembrie 2005. Pe 24 octombrie 2006, Mozilla a lansat Firefox 2. Această versiune aduce îmbunătățiri la mediul de lucru, la programul de gestionare a extensiilor, la interfața grafică a utilizatorului, și la motoarele de găsire/căutare; o facilitate de recuperare a sesiunilor; corectarea greșelilor de redactare; suport antiphishing implementat inițial de Google ca o extensie, și mai târziu introdus în programul în sine. În decembrie 2007, Firefox Live Chat Arhivat în 11 octombrie 2008, la Wayback Machine. a fost lansat. Această facilitate permite utilizatorilor să întrebe voluntarii despre cum să folosească eficient navigatorul; sistemul este pus la dispoziția Fundației de Jive Software, cu ore de operare garantate. Orele de operare „Live Chat” sunt: Luni între orele 11am și 2pm GMT -7 (între 20:00 și 23:00 ora României) și 6pm și 7pm (între 3:00 și 4:00 ora României), iar de Marți până Vineri între orele 10am și 1pm (între 19:00 și 22:00 ora României) și 6pm și 7pm (între 3:00 și 4:00 ora României).

### Istoricul versiunilor (lansări majore)
| Istoricul versiunilor | Istoricul versiunilor | Istoricul versiunilor | Istoricul versiunilor | Istoricul versiunilor | Istoricul versiunilor |
| Numele navigatorului  | Versiunea de Gecko    | Versiunea             | Numele de cod         | Data lansării         | Modificările importante |
| --------------------- | --------------------- | --------------------- | --------------------- | --------------------- | --- |
| Phoenix               | 1.2                   | 0.1                   | Pescadero             | 23 septembrie 2002    | Prima lansare; bare de instrumente configurabile, căutare rapidă. |
| Phoenix               | 1.2                   | 0.2                   | Santa Cruz            | 1 octombrie 2002      | Bară laterală, gestionarea extensiilor. |
| Phoenix               | 1.2                   | 0.3                   | Lucia                 | 14 octombrie 2002     | Blocarea imaginilor nedorite, blocarea popupurilor, navigare cu file. |
| Phoenix               | 1.3                   | 0.4                   | Oceano                | 19 octombrie 2002     | Teme vizuale, îmbunătățiri aduse blocării popupurilor, configurarea barelor de unelte. |
| Phoenix               | 1.3                   | 0.5                   | Naples                | 7 decembrie 2002      | Pagini de start multiple, îmbunătățiri de accesibilitate și la bara laterală; a fost introdus istoricul navigării |
| Mozilla Firebird      | 1.5                   | 0.6                   | Glendale              | 17 mai 2003           | Temă vizuală implicită nouă (Qute), îmbunătățiri la semnele de carte și la confidențialitatea utilizatorului, derulare lină, redimensionarea imaginilor automată. |
| Mozilla Firebird      | 1.5                   | 0.7                   | Indio                 | 15 octombrie 2003     | Derulare automată, gestionare parole, îmbunătățiri aduse panoului de opțiuni. |
| Mozilla Firefox       | 1.6                   | 0.8                   | Royal Oak             | 9 februarie 2004      | Windows installer, lucru offline, îmbunătățiri aduse gestionării descărcărilor și semnelor de carte; navigatorul a primit o siglă nouă. |
| Mozilla Firefox       | 1.7                   | 0.9                   | One Tree Hill         | 15 iunie 2004         | Temă vizuală implicită nouă (Winstripe), program de gestionare teme/extensii nou, dimensiunea descărcată redusă, sistem de ajutor nou, instalare în Linux, pictogramă pentru poșta electronică (numai în Windows). |
| Mozilla Firefox       | 1.7                   | 1.0                   | Phoenix               | 9 noiembrie 2004      | Se lansează oficial versiunea 1.0. Facilități noi ca suportul pentru feedurile RSS/Atom, bară de căutare, căutare de pluginuri. A ajuns la ultima versiune pe 13 aprilie 2006 odată cu lansarea versiunii 1.0.8. (suportul pentru versiunile vechi se termina la 6 luni după lansarea produsului). |
| Mozilla Firefox       | 1.8                   | 1.5                   | Deer Park             | 29 noiembrie 2005     | Lansarea oficială a versiunii 1.5. Suport pentru SVG și canvas, ajustări ale interfeței utilizatorului și îmbunătățiri la JavaScript 1.5 și CSS 2/3. A ajuns la sfârșitul versiunilor pe 30 mai 2007 odată cu lansarea versiunii de Firefox 1.5.0.12. |
| Mozilla Firefox 2     | 1.8.1                 | 2.0                   | Bon Echo              | 24 octombrie 2006     | Lansarea oficială a versiunii 2.0. Adăugate facilități noi ca recuperarea sesiunii după ce programul nu mai răspunde, sugestii de căutare pentru Google și Yahoo! Search, gestionare pluginuri de căutare nouă, previzualizarea feedurilor, protecție antiphishing. Reîmprospătare a temei Winstripe. Include suport pentru JavaScript 1.7. |
| Mozilla Firefox 2     | 1.8.1                 | 2.0.0.14              |                       | 16 aprilie 2008       | Mici corectări de buguri și de probleme de securitate. |
| Mozilla Firefox 3     | 1.9                   | 3.0                   | Gran Paradiso         | 17 iunie 2008         | Widgeturi Cocoa incluse în versiunile pentru Mac OS X. API-uri implementate din WHATWG. Modificări la modul în care evenimentele DOM sunt desprinse, la modul cum elementele obiecte HTML sunt încărcate, la modul cum paginile web sunt redate. Elemente și filtre SVG noi. Acordare cu Acid2 (test). Îmbunătățiri la interfața utilizatorului, incluzând teme vizuale noi pentru diferite sisteme de operare și un program de gestionare a descărcărilor nou. Sistemele de operare Windows 95, 98, ME, Mac OS X v10.3 și precedentele nu mai beneficiază de asistență tehnică. Integrare addons.mozilla.org în fereastra Add-ons. |
| Mozilla Firefox 3     | 1.9                   | 3.1                   | Shiretoko             |                       | |
| Mozilla Firefox 4     | Mozilla2              | 4.0                   | Tumucumaque           | 22 martie 2011        | Firefox 4 devine disponibil în peste 80 de limbi. Folsește un motor JavaScript mai rapid, JägerMonkey. Suport pentru headerul Do Not Track („DNT”) pentru a putea renunța la reclame. Este inclus Firefox Sync. Randarea grafică se face pe baza accelerări hardware folosind Direct3D 9 (Windows XP), Direct3D 10 (Windows Vista și 7), și OpenGL pe Mac OS. WebGL este activat pentru toate platformele cu o placă video capabilă cu driverele actualizate. Suport nativ pentru formatul video HD HTML5 WebM. Protecție anti „crash” cand unul dintre pluginurile Adobe Flash Player, Apple QuickTime sau Microsoft Silverlight nu mai funcționează corect. Butoanele sunt redesenate pentru utilizatorii de Vista și Windows 7. Taburile sunt trecute deasupra pe default pe Windows, Mac OS X, și Linux. Butonul de stop și refresh au fost unite într-unul singur. Suport pentru Audio Data API, protocolul de securitate HSTS și mai multe atribute ale HTML5. |
| Mozilla Firefox 5     | Mozilla5              | 5.0                   |                       | 21 iunie 2011         | Îmbunătățirea suportului pentru standardele web HTML5, CSS3, MathML, XHR și SMIL. O mai bună vizibilitate pentru opțiunea Do not track header. |
| Mozilla Firefox 5     | Mozilla5              | 5.0.1                 |                       | 11 iulie 2011         | Rezolvarea unei probleme în Mac OS X 10.7 care ducea la oprirea Firefox-ului - Rezolvarea unei probleme cauzate de aplicația celor de la Apple „Java for Mac OS X 10.6 Update 5” unde pluginul Java nu putea fi încărcat |
| Mozilla Firefox 6     | Mozilla6              | 6.0                   |                       | 16 august 2011        | Suport pentru window.matchMedia, EventSource, WebSocket. Adăugarea about:permissions. Au fost rezolvate probleme de securitate și stabilitate. |
| Mozilla Firefox 6     | Mozilla6              | 6.0.1                 |                       | 30 august 2011        | |
| Mozilla Firefox 6     | Mozilla6              | 6.0.2                 |                       | 6 septembrie 2011     | |
| Mozilla Firefox 7     | Mozilla7              | 7.0                   |                       | 27 septembrie 2011    | |
| Mozilla Firefox 7     | Mozilla7              | 7.0.1                 |                       | 29 septembrie 2011    | |
| Mozilla Firefox 8     | Mozilla8              | 8.0                   |                       | 8 noiembrie 2011      | |
| Mozilla Firefox 8     | Mozilla8              | 8.0.1                 |                       | 21 noiembrie 2011     | |
| Mozilla Firefox 9     | Mozilla9              | 9.0                   |                       | 20 decembrie 2011     | |
| Mozilla Firefox 9     | Mozilla9              | 9.0.1                 |                       | 21 decembrie 2011     | |
| Mozilla Firefox 10    | Mozilla10             | 10.0                  |                       | 31 ianuarie 2012      | |
| Mozilla Firefox 10    | Mozilla10             | 10.0.1                |                       | 10 februarie 2012     | |
| Mozilla Firefox 10    | Mozilla10             | 10.0.2                |                       | 16 februarie 2012     | |
| Mozilla Firefox 11    | Mozilla11             | 11.0                  |                       | 13 martie 2012        | |
| Mozilla Firefox 12    | Mozilla12             | 12.0                  |                       | 24 aprilie 2012       | |
| Mozilla Firefox 13    | Mozilla13             | 13.0                  |                       | 5 iunie 2012          | |
| Mozilla Firefox 13    | Mozilla13             | 13.0.1                |                       | 15 iunie 2012         | |
| Mozilla Firefox 14    | Mozilla14             | 14.0.1                |                       | 17 iulie 2012         | |
| Mozilla Firefox 15    | Mozilla15             | 15.0                  |                       | 28 august 2012        | |
| Mozilla Firefox 15    | Mozilla15             | 15.0.1                |                       | 6 septembrie 2012     | |
| Mozilla Firefox 16    | Mozilla16             | 16.0                  |                       | 9 octombrie 2012      | |
| Mozilla Firefox 16    | Mozilla16             | 16.0.1                |                       | 11 octombrie 2012     | |
| Mozilla Firefox 16    | Mozilla16             | 16.0.2                |                       | 26 octombrie 2012     | |
| Mozilla Firefox 17    | Mozilla17             | 17.0                  |                       | 20 noiembrie 2012     | |
| Mozilla Firefox 17    | Mozilla17             | 17.0.1                |                       | 30 noiembrie 2012     | |
| Mozilla Firefox 18    | Mozilla18             | 18.0                  |                       | 8 ianuarie 2013       | |
| Mozilla Firefox 18    | Mozilla18             | 18.0.1                |                       | 18 ianuarie 2013      | |
| Mozilla Firefox 18    | Mozilla18             | 18.0.2                |                       | 5 februarie 2013      | |
| Mozilla Firefox 19    | Mozilla19             | 19.0                  |                       | 19 februarie 2013     | |
| Mozilla Firefox 19    | Mozilla19             | 19.0.2                |                       | 7 martie 2013         | |
| Mozilla Firefox 20    | Mozilla20             | 20.0                  |                       | 2 aprilie 2013        | |
| Mozilla Firefox 20    | Mozilla20             | 20.0.1                |                       | 10 aprilie 2013       | |
| Mozilla Firefox 21    | Mozilla21             | 21.0                  |                       | 14 mai 2013           | |
| Mozilla Firefox 22    | Mozilla22             | 22.0                  |                       | 25 iunie 2013         | |
| Mozilla Firefox 23    | Mozilla23             | 23.0                  |                       | 6 august 2013         | Schimbări majore. Actualizarea logo-ului. |
| Mozilla Firefox 23    | Mozilla23             | 23.0.1                |                       | 16 august 2013        | |
| Mozilla Firefox 24    | Mozilla24             | 24.0                  |                       | 17 septembrie 2013    | [ 57 ] |
| Mozilla Firefox 24    | Mozilla24             | 24.1.0                |                       | 29 octombrie 2013     | Îmbunătățire securitate. |
| Mozilla Firefox 25    | Mozilla25             | 25.0                  |                       | 29 octombrie 2013     | Resetarea Firefox nu va mai șterge istoricul navigărilor. Și alte schimbări. |

## Facilități

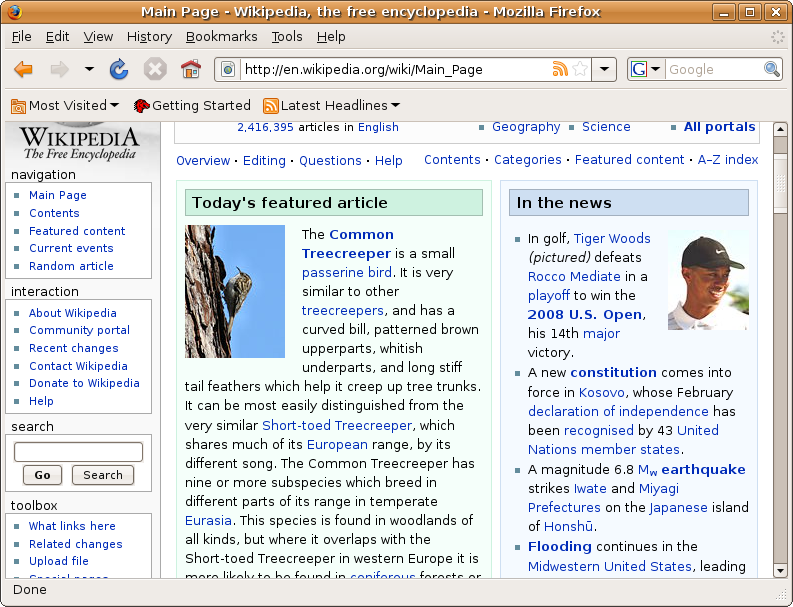
Mozilla Firefox 3 Final rulând pe Ubuntu

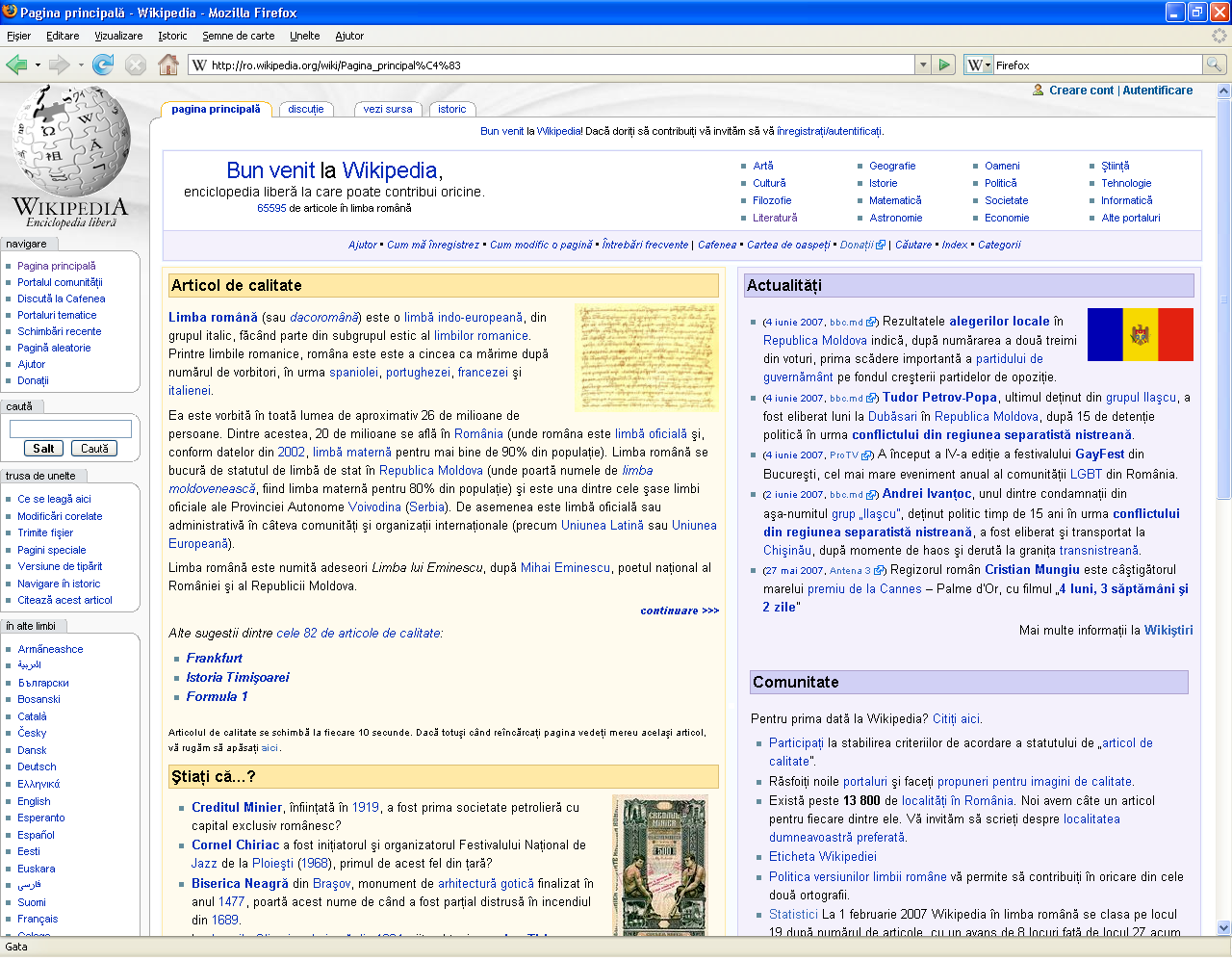
Mozilla Firefox 2 rulând pe Windows

Dezvoltatorii navigatorului au vrut să producă navigatorul „cu care chiar se navighează pe internet” și care oferă „cea mai bună experiență pe web posibilă celui mai mare grup de oameni posibil”.
Navigatorul este bazat pe motorul de randare Gecko, conformându-se cu majoritatea standardelor web în vigoare (HTML, XML, XHTML, CSS 1 și 2, ECMAScript (JavaScript), DOM, MathML, XSL, XPath, SVG - parțial). Este implementat parțial și suportul pentru CSS3, care nu a fost încă standardizat, și este în lucru implementarea standardelor SVG și APNG. Este de notat și suportul complet pentru imaginile PNG, care încă nu este complet în cel mai important navigator concurent (Microsoft Internet Explorer), care nu stăpânește transparența alfa.
Firefox va permite implementarea propunerilor de standard de la WHATWG cum ar fi reținerea datelor pe computerul clientului și elementele HTML canvas.
Chiar dacă Firefox 2 nu trece testele standard Acid2, toate versiunile 3 Beta trec aceste teste.
Firefox asigură sprijin pentru navigare cu file (tab-uri). Sistemul de fișiere implicit este foarte simplu, dar se poate extinde și adapta foarte ușor nevoilor fiecărui utilizator cu ajutorul extensiilor disponibile atât pe situl Mozilla, cât și pe diverse alte situri.
Alte facilități importante includ:
- suport pentru căutare pe web, prin intermediul barei de căutare prezentă în dreapta sus. Conține în mod implicit accesul la motoarele de căutare Google, Yahoo!, Creative Commons și poate fi ușor extins pentru diferite motoare de căutare (inclusiv pentru Wikipedia), o facilitate asemănătoare cu GoogleBar-ul pentru Internet Explorer, dar cu diferența este că vine deja inclus în navigator și nu ocupă spațiu inutil în fereastra de navigare.[7]
- căutare rapidă în pagină, prin utilizarea unei bare în partea de jos, care indică rezultatele căutării pe măsură ce utilizatorul tastează, prin colorarea acestora.[7]
- opțiuni de blocare a ferestrelor pop-up, ușor adaptabile pentru fiecare utilizator.[7]
- extensibilitate foarte mare - navigatorul poate fi îmbunătățit sau anumite funcționalități pot fi modificate prin instalarea unor adaosuri numite extensii sau add-on. Sistemul, numit xpinstall, permite descărcarea extensiilor și update-urilor pentru acestea. În plus, sunt asigurate și uneltele pentru managementul acestora, pentru a le dezactiva și activa după preferințe. Există extensii pentru o mulțime de facilități, de la prognoza stării vremii și îmbunătățirea navigării cu tab-uri, până la unelte pentru blocarea reclamelor din pagini, crearea de pagini web, simplificarea editării Wikipedia, sau adaptare pentru utilizarea navigatorului în sistem de punct de acces la Internet public.[7] Gama de extensii este foarte largă: în iunie 2013 erau disponibile în jur de 10. 210 de extensii.[9]
- se personalizează ușor; practic toate barele de unelte și meniurile pot fi configurate în cel mai mic detaliu. În plus, există o mulțime de teme și stiluri grafice disponibile pentru a fi descărcate. Cu minime cunoștințe de CSS și de alte tehnologii folosite de Firefox, se poate crea propria temă, se pot modifica meniurile și se pot face multe ajustări la comportamentul navigatorului. Cei interesați pot să-și creeze extensii care introduc capabilități complet noi.[7]
- este disponibil pentru o varietate foarte mare de platforme și sisteme de operare. În plus, fiind open-source, utilizatorul poate încerca să-și porteze aplicația pe sistemul propriu, în caz că nu este deja disponibilă o versiune spre download. Actualmente sunt disponibile, fie direct de la Fundația Mozilla, fie de la alte entități, versiuni pentru Microsoft Windows 2000, XP, 2003 Server, Vista, ReactOS, Linux (o varietate largă de platforme) și Mac OS X (de la versiunea 1.5, numai Mac OS X 1.0.2 sau mai recent vor mai fi susținute), BSD (FreeBSD, OpenBSD, NetBSD și PC-BSD) Solaris (x86 și SPARC), BeOS, OS/2, AIX, SkyOS și IRIX. În cazul sistemelor multiboot, fișierele de configurare și preferințe pot fi păstrate o singură dată, pe o partiție accesibilă mai multor sisteme de operare.[5]
- suport inclus pentru RSS/Atom.
- este tradus în peste 40 limbi,[5] printre care și româna. Este posibilă traducerea lui în alte limbi fără cunoștințe de programare, doar prin editarea unor fișiere text.
- accent pe siguranță, Mozilla asigurând un premiu pentru fiecare vulnerabilitate descoperită. În plus, neexecutarea de cod ActiveX cât și modelul de securitate ales conferă un plus de siguranță față de viruși, adware și spyware, dar și față de phishing.[7]

### Securitatea
Faptul că Firefox are mai puține probleme de securitate cunoscute decât Internet Explorer este adesea folosit pentru a convinge oamenii să schimbe Internet Explorer cu Firefox. Spre exemplu, The Washington Post a anunțat în 2006 că pentru Internet Explorer, de la descoperirea unei probleme grave de securitate și până la rezolvarea ei printr-un update au trecut 284 de zile; pentru Firefox această perioadă a fost de doar 9 zile. De altfel un studiu al Symantec a arătat în septembrie 2006 că deși Firefox avea mai multe vulnerabilități de securitate decât alte navigatoare, ele au fost corectate într-un timp mult mai mic decât la celelalte navigatoare. Mai târziu, Symantec a clarificat articolul, spunând că Firefox are în continuare mai puține probleme de securitate decât Internet Explorer. Firefox 2 avea pe 28 martie 2008 are doar patru vulnerabilități de securitate, nici acestea foarte grave. Acestea vor fi cu siguranță rezolvate (dacă nu cumva au fost deja) într-o versiune ulterioară. Cea mai gravă a primit de la Secunia rating-ul „less critical” (mai puțin critic). Internet Explorer avea la aceeași dată opt vulnerabilități de securitate, cea mai gravă primind rating-ul „moderate critical” (moderat) de la Secunia.

## Licențierea

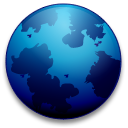
Sigla generică cu globul fără „vulpea de foc” este utilizată atunci când Firefox este compilat fără brandingul oficial.

Firefox este distribuit sub licență triplă: licențele GNU General Public License, GNU Lesser General Public License și Mozilla Public License. Aceste licențe permit tuturor să vizualizeze, să modifice și să redistribuie codul Firefox. Astfel, mai multe alte navigatoare au fost create pe baza lui Firefox, cum ar fi Netscape, Flock.
Aplicația în sine, nemodificată, poate fi distribuită sub termenii licenței Mozilla EULA. Totuși, unele elemente ca sigla Firefox sau sistemul de raportare a erorilor tehnice (care este closed-source) sunt mărci înregistrate și nu sunt sub licența Mozilla EULA. Tocmai de aceea, Fundația pentru Software Liber consideră acestea ca versiuni proprietare și nu open-source. Totuși, Mozilla are în vedere ca următoarele versiuni de Firefox să fie în totalitate open-source.
Înainte, Firefox era disponibil numai în Mozilla Public Licence, lucru criticat de FSF deoarece aceasta consideră că licența Mozilla Public este un copyleft slab. Această licență permite, cu anumite limite, crearea de software proprietatea dezvoltatorului pe baza codului disponibil sub ea. În plus, codul sub MPL nu poate fi combinat sau legat cu codul sub GPL/LGPL. Ca răspuns la aceste îngrijorări ale comunității, Mozilla a lansat următoarele versiuni de Firefox sub trei licențe: GPL, LGPL și MPL. Astfel dezvoltatorii și utilizatorii pot alege între cele trei licențe pentru a crea derivate: GPL/LGPL pentru modificarea/îmbinarea cu altele a codului sau licența MPL pentru distribuția codului nemodificat (luați în calcul și crearea de software proprietate sub MPL).

### Marca înregistrată și sigla

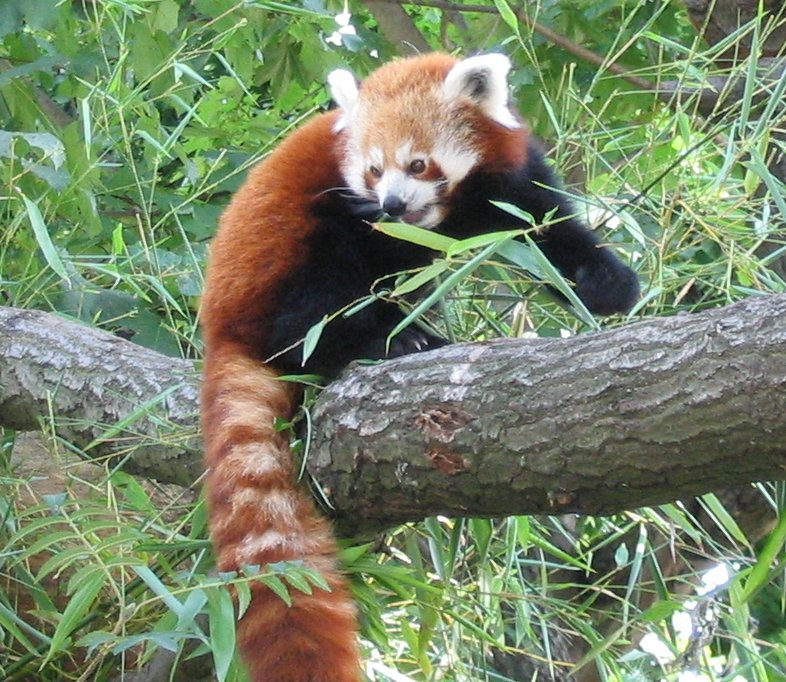
Firefox este, de fapt, numele englezesc ursului panda roșu (Ailurus fulgens - 小熊 în chineză).

„Firefox” este o marcă înregistrată. Oricine poate distribui softul nemodificat împreună cu sigla și numele de Mozilla Firefox, dar odată cu modificarea codului sursă sunt impuse mai multe restricții.
Au fost ceva controverse deasupra încercărilor Mozilla de a opri dezvoltarea de software derivat sub același nume. Șeful Mozilla, Mitchell Baker a răspuns într-un interviu că dezvoltatorii pot să redistribuie softul nemodificat sub același branding, nestingheriți, dar singura grijă a Mozilla este ca utilizatorul să aibă o experiență cât mai plăcută când utilizează „Firefox” (indiferent dacă este softul original sau unul derivat).
Pentru a permite modificarea codului fără utilizarea siglei și mărcii înregistrate oficiale, codul sursă din Firefox este „echipat” cu o metodă de „schimbare a brandului”. Această schimbare permite compilarea programului fără brandingul oficial. Această schimbare este adesea folosită la compilarea versiunilor alfa și beta de Firefox. La compilarea softului fără brandingul oficial se folosește adesea ca iconiță globul lipsit de „vulpea de foc” și ca titlu numele de cod al versiunii din care este derivat softul respectiv. De exemplu softul derivat din versiunea de Firefox 1.5 va avea titlul de „Deer Park”, cel derivat din Firefox 2.0 „Bon Echo” iar cel derivat din Firefox 3.0 „Gran Paradiso”.
În afara celor câteva excepții pentru „edițiile comunității”, dezvoltatorul trebuie să ceară permisiunea Firefox să utilizeze brandingul oficial Firefox pentru versiunile modificate (ceea ce înseamnă că dezvoltatorul trebuie să folosească atât numele cât și sigla Firefox originală; utilizarea fie numai a siglei, fie numai a numelui nu e permisă).
În 2006, proiectul Debian a fost nevoit să renunțe la iconița Firefox datorită faptului că aceasta era o marcă înregistrată și era disponibilă cu restricții, neîncadrându-se în termenii proiectului. Mai târziu, un reprezentant Mozilla le-a spus dezvoltatorilor că acest lucru este inacceptabil și că proiectul trebuie fie să folosească în continuare sigla Firefox, fie să nu mai folosească titlul de „Mozilla Firefox”. În final, Debian a redenumit proiectul IceWeasel (în traducere liberă Nevăstuica gheții).

Branding
Logo-ul utilizat pentru brandingul Firefox

Istoric logo-uri
Logo-ul utilizat pentru Firefox 1.0 – 3.0
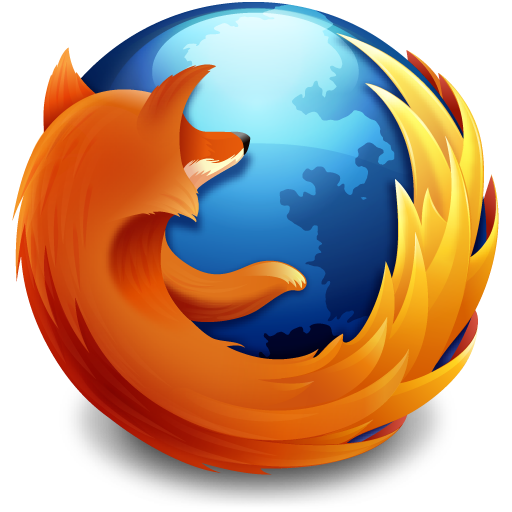
Logo-ul utilizat pentru Firefox 3.5 – 22.0
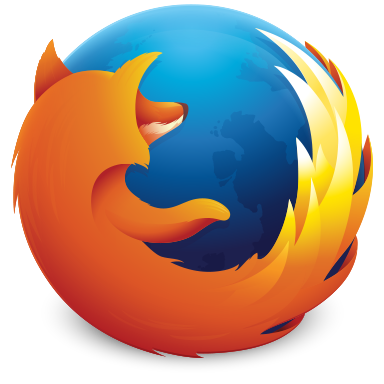
Logo-ul utilizat pentru Firefox 23 - 56
Logo-ul utilizat pentru Firefox 56 - 69
Logo-ul utilizat pentru Firefox 70 →

Alte logo-uri pentru verisiuni specifice ale soft-ului
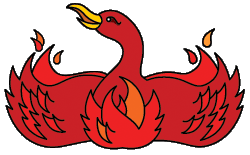
Logo-ul „Phoenix” și „Firebird” înainte de a fi redenumit în Firefox
Logo-ul Firefox Developer Edition
Logo-ul Nightly, folosit pentru a reprezenta versiunile alfa
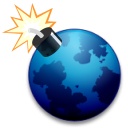
Logo-ul Minefield

## Popularitate

### Publicitatea
Prima versiune de Firefox a fost rapid adoptată de populație, având 100 milioane de descărcări în primul an de la lansare. Mozilla a pornit numeroase campanii agresive de popularizare a navigatorului prin diverse mijloace: afișe, imagini și chiar filme. Aceste campanii au început în 2004 cu proiectele pe care Blake Ross și Asa Dotzler le numeau „săptămânile de market”.

#### Spread Firefox
Pe 12 septembrie 2004, Mozilla a lansat proiectul „Spread Firefox” (SFX), creând automat și un centru de discuții despre metodele de răspândire a navigatorului în rândul populației. Portalul conține butonul „Get Firefox”, dând utilizatorului mai multe site-uri de referință cu 250 site-uri de referință în top afișate pe site. Din când în când echipa SFX organizează diverse acțiuni pentru a face reclamă navigatorului.

#### Ziua Mondială a Firefox
Campania „Ziua Mondială a Firefox” a fost lansată la 15 iunie 2006 , odată cu a treia aniversare de la constituirea Fundației Mozilla și a funcționat până pe 15 septembrie 2006 Participanții au fost invitați să își treacă numele lor și de asemenea pe cel al unui prieten pe o listă de candidați, din care mai târziu s-au ales numele pentru afișarea pe un panou digital la sediile centrale ale Fundației Mozilla.

#### ClipulWhee!

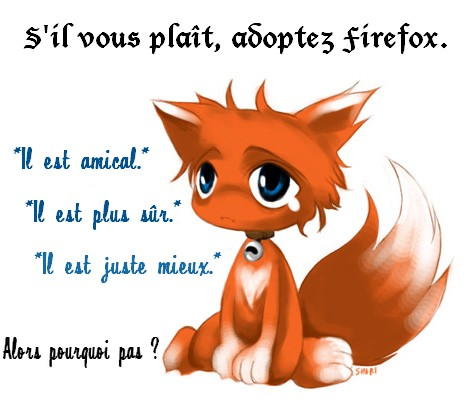
Afiș în limba franceză aprobat de echipa Spread Firefox în care Firefox este prezentat ca o vulpiță adorabilă. Pe afiș scrie în franceză:
Vă rugăm, adoptați-l pe Firefox!
Este prietenos.
Este mai sigur.
Este mai bun.
De ce nu?

Clipul "Whee!" pe YouTube

Câțiva contribuitori la Firefox au creat un clip scurt care le are ca personaje pe cele mai importante navigatoare web (în ordinea aparenței: Internet Explorer, Netscape Navigator, Safari și Mozilla Firefox), mai precis siglele lor, peste care s-au suprapus în mod artificial ochi și o gură (mai puțin la Firefox).
În acest clip, cele trei navigatoare competitoare ale lui Firefox fac gălăgie; numai Firefox stă liniștit și nemișcat. Mai precis: Internet Explorer se distrează privind o scânteie ce orbitează în jurul lui făcând uiiii... (de unde și numele clipului), Netscape este prezentat ca o doamnă care vorbește și iar vorbește fără oprire, făcând ne, ne, ne iar Safari își plimbă gura pe față în timp ce își suflă acul busolei. Spre final, Firefox, care a stat liniștit în tot timpul în care ceilalți au făcut gălăgie, își întoarce capul și le strigă celorlalți „Shut up!” (Închideți gura!). Se face dintr-o dată liniște, dar Internet Explorer, care este prezentat ca cel mai nătâng dintre toți începe din nou să facă uiii când zărește scânteia orbitând în jurul lui. Clipul se termină cu arderea lui Internet Explorer urmat de adresa de web www.getfirefox.com.

#### Alte metode de publicitate
- Pe 21 februarie 2008, în cinstea celebrării a 500 milioane de descărcări a Firefox, echipa a vizitat FreeRice pentru a câștiga 500 milioane de boabe de orez (în engleză rice=orez).[97]
- La Mozilla Store (Magazinul Mozilla) se găsesc numeroase tricouri, jucării de pluș, șepci și alte obiecte care fie reprezintă vulpița Firefox, fie au pe ele desenate sigla Firefox.[98]
- Câțiva contribuitori ai Firefox au creat niște cercuri în lanuri în forma siglei Firefox. Acestea sunt vizibile și pe Google Earth,[99] coordonatele fiind 45°7′25.68″N 123°6′49.68″V / 45.1238000°N 123.1138000°V.

### Cota de piață
Încă de la lansarea navigatorului Firefox, el a fost din ce în ce mai căutat, lucru în defavoarea navigatorului Internet Explorer. Internet Explorer se află într-o scădere constantă a ratei utilizării de când a fost lansat Firefox, chiar dacă este în continuare cel mai popular navigator. La începutul anului 2008, Firefox avea 15 % din cota globală de piață. Comparând cu celelalte navigatoare, Internet Explorer versiunile 6 și 7 dețineau 75 % din cota de piață, Safari 4 %, iar Internet Explorer 5 mai puțin de jumătate de procent. Un articol scria la începutul lansării versiunii 2 a lui Firefox că Internet Explorer 6 avea 77,22 % din cota de piață, Internet Explorer 7 avea 3,18 % iar Firefox avea 0,69 %.
Un articol Softpedia spunea în iulie 2007 că „Firefox își mărește rapid și constant cota de piață, în defavoarea IE7. De la 0,69 % în octombrie 2006 a ajuns la 11,07 %. Mozilla chiar și-a sacrificat versiunea 1.5 a navigatorului cu sursă deschisă pentru Firefox 2.0. De când suportul tehnic pentru Firefox 1.5 a fost oprit la sfârșitul lui iunie, Firefox 1.5 a scăzut la doar 2,85 %.”
| Internet Explorer                     | 38,65 % |
| Firefox 3                             | 4,9 %   |
| Firefox 4                             | 0,8 %   |
| Firefox 5–9                           | 19,57 % |
| Toate versiunile de Firefox la un loc | 25,27 % |
| Chrome                                | 27,27 % |
| Safari                                | 6,08 %  |
| Opera                                 | 1,98 %  |

Descărcările au continuat încă de când Firefox a fost lansat în noiembrie 2004 într-o manieră crescătoare. Astfel pe 31 iulie 2006 s-au atins 200 milioane de descărcări, în februarie 2007 a ajuns la 300 milioane de descărcări, în luna septembrie a aceluiași an a ajuns la 400 milioane de descărcări  iar pe 21 februarie 2008, Firefox a ajuns la 500 000 de descărcări. Acest număr nu include numărul de descărcări ale navigatorului de pe site-urile independente (gen softpedia.com sau download.com) și nici descărcările prin update.
Firefox este foarte popular în Europa; de altfel un studiu al XiTi făcut de pe 5 martie până pe 11 martie 2007 a arătat că unul din patru internauți europeni folosesc la navigarea internetului Mozilla Firefox.

#### În România
Comunitatea românească Mozilla promovează produsele Mozilla și oferă conținut în limba română pe site-ul propriu www.mozilla.ro Arhivat în 16 ianuarie 2013, la Wayback Machine.Comunitate localizează și produsele mozilla în limba română, paginile de suport tehnic, testează, realizează teste de stabilitate/securitate și organizează evenimente mozilla la nivel național. În prezent, comunitatea are mai mult de 15 membri, câțiva dintre ei fiind și contractori mozilla.
Conform statisticilor saitului trafic.ro (care monitorizează o parte importantă a traficului WEB din România), Firefox 2.0 este cel mai utilizat navigator web (34,17 %), cele două versiuni de Internet Explorer (6.0 și 7.0) fiind pe locurile următoare cu 30,81 %, respectiv 25,38 %; Firefox 1.0 este pe locul 5, cu o cotă de 1,6 %. La finele anului 2006, Firefox 1.0 era al doilea cel mai folosit navigator de web în România, fiind folosit de 18,08 % din internauți. La mijlocul lui 2007, Firefox 1.0 și Firefox 2.0 aveau împreună 33,27 % din cota de piață.

### Reacții critice
Forbes.com a numit Firefox cel mai bun navigator web într-un comentariu făcut în 2004. PC World a numit Firefox produsul anului în lista „celor mai bune 100 de produse” din 2005. După ce a fost lansat Firefox 2 și Internet Explorer 7, PC World a revizuit cele două navigatoare web și a declarat că Firefox este în continuare mai bun. Revista Which? a numit Firefox „Best Buy web browser”.
Internet Week a postat un articol în care mulți cititori se plângeau că Firefox 1.5 folosește multe din resursele computerului. Dezvoltatorii Firefox au răspuns că asta se datorează cel puțin parțial noii facilități FastBack. Probleme de memorie mai puteau apărea și datorită defectelor add-on-urilor ca Google Toolbar sau al versiunilor vechi de Adblock sau de Adobe Acrobat Reader. Când PC Magazine a comparat memoria utilizată de Firefox cu memoria utilizată de alte navigatoare, ca Opera, a remarcat că Firefox solicită memoria computerului aproximativ la fel de mult ca celelalte navigatoare. Testele făcute de PC World și de Zimbra au arătat că Firefox 2 folosește mai puține resurse decât Internet Explorer 7. Firefox 3 beta 1, în comparație cu versiunea 2, nu folosește mai puține resurse decât versiunea 2, chiar dacă folosește în continuare mai puține resurse decât Internet Explorer 7.
La fel ca alte navigatoare web, Firefox a avut mai multe vulnerabilități care îi puneau în pericol securitatea, chiar dacă nu atât de multe ca Internet Explorer.
Softpedia confirmă că pornirea navigatorului Firefox durează mai mult decât pornirea celorlalte navigatoare, lucru confirmat de testele de viteză. Internet Explorer 6, rulând pe Windows, se încarcă mai repede și datorită faptului că multe din componentele lui sunt încărcare automat la pornirea sistemului de operare. Tocmai de aceea, a fost creat un „pre-loader” (pre-încărcător) care să încarce unele din componentele Firefox la pornirea sistemului de operare. O facilitate asemănătoare, prezentă în Windows Vista, numită SuperFetch execută o pre-încărcare a aplicației asemănătoare dacă este folosită destul de des.

#### Parteneriatul cuGoogle
Relațiile Corporației Mozilla cu Google au fost adesea notate în presă. După ce Google lansase de ceva vreme un add-on care consta într-un sistem de combatere a phishingului, intoducerea acestui sistem direct în aplicația propriu-zisă (versiunea 2) a creat multe controverse. Când protecția împotriva phishingului este activată, ea se bazează pe o listă gestionată de Google, care se actualizează automat aproximativ de două ori pe oră. Utilizatorul nu poate schimba furnizorul datelor prin intermediul interfeței grafice  și nici măcar nu este informat despre cine este acest furnizor. Navigatorul trimite un cookie de fiecare dată când utilizatorul cere actualizarea lui. În ultimele versiuni de Firefox s-a introdus o facilitate opțională care de asemenea folosește la combaterea phishingului. Aceasta verifică URL-ul fiecărei pagini web vizitate cu o bază de date a Google. Unele grupuri de internauți și-au exprimat îngrijorările cu privire la posibila utilizare a datelor personale de către Google, chiar dacă polița de confidențialitate a Mozillei spune clar că Google nu va folosi datele personale transmise prin intermediul facilității anti-phishing a navigatorului.
În 2005, venitul Fundației Mozilla cumulat cu cel al Corporației Mozilla a fost de 52,9 milioane de dolari, aproape 95 % din acesta venind din partea mai-marilor motorului de căutare. În 2006, venitul cumulat al Fundației Mozilla și al Corporației Mozilla a fost de 66,9 milioane de dolari, aproape 90 % fiind din partea mai-marilor motorului de căutare.

#### Răspunsul din parteaMicrosoft
În 2004, șeful Microsoft al operațiilor australiene a declarat în 2004 că nu vede Firefox ca o amenințare, întrucât nu oferă mai multe facilități decât Internet Explorer. Chiar președintele Microsoft la acea vreme, domnul Bill Gates folosea Firefox dar a comentat că „atât de mult software este descărcat tot timpul, dar oamenii chiar le folosesc pe toate?”.
O comisie SEC (Securities and Exchange Commission) a Microsoft spunea pe 30 iunie 2005 că „producătorii ca Mozilla oferă software care concurează lui Internet Explorer folosind capacitățile produselor și serviciilor Windows”. La lansarea versiunii 7 a lui Internet Explorer s-a observat că au fost adăugate facilități care înainte nu erau prezente decât la Firefox (ca de exemplu navigarea cu file sau suportul pentru RSS).
În ciuda recepției reci din partea Microsoft, echipa dezvoltatorilor lui Internet Explorer ține legătura cu cei de la Mozilla. Ei se întâlnesc regulat și discută unele standarde web. În 2005, Mozilla a permis dezvoltatorilor lui IE să folosească sigla pentru feed-urile de web pentru reprezentarea grafică a feed-urilor de web.
În august 2006, Microsoft s-a oferit să ajute dezvoltatorii Firefox să integreze navigatorul cât mai bine în Windows Vista. Mozilla a acceptat.
În octombrie 2006, pentru a felicita echipa dezvoltatorilor lui Firefox cu ocazia lansării cu succes a versiunii 2, dezvoltatorii lui IE au trimis celor de la Mozilla un tort. Făcând referire la celebrele războaie ale navigatoarelor („browser wars”), câțiva cititori au glumit spunând că probabil tortul era otrăvit, pe când alți cititori glumeți spuneau că probabil Mozilla va trimite înapoi un alt tort, împreună cu rețeta, referindu-se la mișcarea software-urilui liber.
În noiembrie 2007, Jeff Jones, angajat al Microsoft, a criticat Firefox, spunând că Internet Explorer are mai puține vulnerabilități de securitate decât Firefox, contrar vehiculărilor din presă. Un dezvoltator de la Mozilla, Mike Shaver, a negat acest studiu, făcând un studiu propriu bazat nu pe vulnerabilitățile cunoscute ale navigatorului, ci pe lansările de corecții (fix-uri) de la Microsoft.

## Cerințe de sistem
|                         | Windows                        | OS X            |
| ----------------------- | ------------------------------ | --------------- |
| CPU                     | Pentium 4 sau mai nou, cu SSE2 | Orice CPU Intel |
| Memorie operativă (RAM) | 512 MB                         | 512 MB          |
| Spațiu pe HDD           | 200 MB                         | 200 MB          |

| Sistem de operare                                    | Sistem de operare                                                   | Ultima versiune stabilă | Statut de întreținere |
| ---------------------------------------------------- | ------------------------------------------------------------------- | ----------------------- | --------------------- |
| Microsoft Windows                                    | XP SP2/SP3 / 2003 SP1/SP2/R2 / Vista / 2008 / 7 / 2008R2 / 8 / 2012 | 25.0                    | 2004–prezent          |
| Microsoft Windows                                    | 2000 / XP RTM/SP1 / 2003 RTM                                        | 10.0.12esr și 12.0      | 2004–2013             |
| Microsoft Windows                                    | NT 4 / 98 / ME                                                      | 2.0.0.20                | 2004–2008             |
| Microsoft Windows                                    | 95                                                                  | 1.5.0.12                | 2004–2007             |
| OS X                                                 | 10.6 – 10.8                                                         | 25.0                    | 2009–prezent          |
| OS X                                                 | 10.5 (Intel)                                                        | 10.0.12esr și 16.0.2    | 2007–2013             |
| OS X                                                 | 10.4 – 10.5 (PPC)                                                   | 3.6.28                  | 2005–2012             |
| OS X                                                 | 10.2 – 10.3                                                         | 2.0.0.20                | 2004–2008             |
| OS X                                                 | 10.0 – 10.1                                                         | 1.0.8                   | 2004–2006             |
| Linux kernel 2.2.14 și mai nou (cu anumite librării) | Linux kernel 2.2.14 și mai nou (cu anumite librării)                | 25.0                    | 2004–prezent          |

## Anecdote

### Delicatesele delicioase
Primele versiuni ale Firefox descriau cookieurile astfel: „Cookies are delicious delicacies”. (în română Cookieurile sunt delicatese delicioase) Propoziția era o manifestare a umorului programatorilor și o reflexie generală a apropierii neconvenționale a aplicației de standardele open-source. Totuși, propoziția a fost înlocuită mai târziu, ca urmare a reacției utilizatorilor.
Pe 22 aprilie 2004, Jesse Ruderman a lansat prima versiune a extensiei „delicateselor delicioase” care restaura vechea definiție a cookieurilor.

### Cartea Mozillei
La introducerea în bara de adrese a Firefox a textului about:mozilla, navigatorul afișează un verset din așa-numita Cartea Mozillei. Versetele sunt afișate pe fundal maroniu, cu text alb. Chiar dacă nu există o carte numită Cartea Mozillei, versetele, semănând cu cele din Apocalipsa din Biblie, sunt citate ca fiind din Cartea Mozillei.
Versetele descriu de fapt, perioade din istoria navigatorului Netscape, mai târziu devenit Firefox. Fiecare versiune de Firefox, respectiv Netscape afișează un alt verset. La navigatorul Netscape/Firefox se face referire prin „fiara” (the beast) pe când la rivalul „fiarei”, Internet Explorer, se face referire prin „Mammon”. Cuvântul englezesc „mammon” este folosit în Biblie, predominant în Noul Testament pentru a descrie o persoană bogată devenită rea, malefică.
Mai jos se află o traducere a versetului din Cartea Mozillei afișat de Firefox 3:
Și astfel, în cele din urmă, fiara căzu iar necredincioșii se veseliră. Dar nu era totul pierdut, căci din cenușă se ridică o pasăre mare. Privindu-i de sus pe necredincioși, pasărea aruncă foc și trăsnet asupră-le. Căci fiara renăscuse cu puteri înnoite, iar ucenicii lui Mammon fugiră îngroziți.din Cartea Mozillei, 7:15
Varianta în limba engleză a acestui verset se găsește pe pagina web www.mozilla.org/book, împreună cu un comentariu explicativ, găsit în codul sursă al paginii, care se traduce astfel: „Bestia a murit (AOL și-a închis diviziunea Netscape), dar s-a ridicat imediat din propria cenușă (crearea Fundației Mozilla și a navigatorului Firebird, chiar dacă numele a fost schimbat mai târziu în Firefox).”

## Premii
Mozilla Firefox a primit mai multe premii de la diferite organizații. Aceste premii includ:
- Câștigătorul Webware 100, iunie 2007[165]
- Cele mai bune 100 produse din 2007 PC World, mai 2007[166]
- PC Magazine Editors' Choice, octombrie 2006[167]
- CNET Editors' Choice, octombrie 2006[168]
- Cele mai bune 100 produse din 2006 PC World, iunie 2006[169]
- PC Magazine Technical Excellence Award, Software and Development Tools category, ianuarie 2006[170]
- PC Magazine Best of the Year Award, 27 decembrie 2005[171]
- PC Pro Real World Award (Mozilla Foundation), 8 decembrie 2005[172]
- CNET Editors' Choice, noiembrie 2005[173]
- UK Usability Professionals' Association Award Best Software Application 2005, noiembrie 2005[174]
- Macworld Editor's Choice with a 4.5 Mice Rating, noiembrie 2005[175]
- Softpedia User’s Choice Award, septembrie 2005[176]
- TUX 2005 Readers' Choice Award, septembrie 2005[177]
- PC World Product of the Year, iunie 2005[178]
- Forbes Best of the Web, mai 2005[179]
- PC Magazine Editor’s Choice Award, mai 2005[180]